# Związek Obrony Kresów Zachodnich

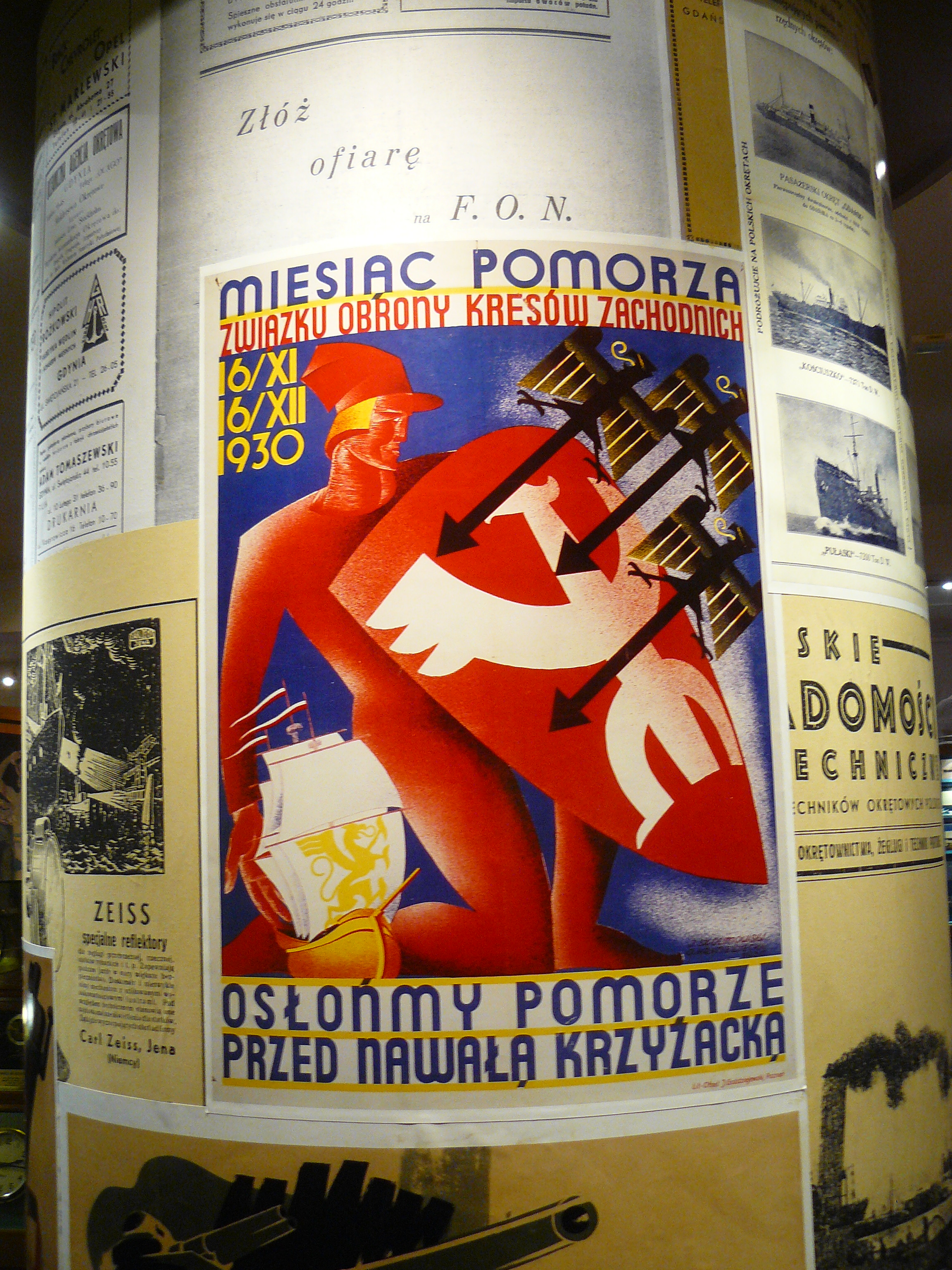
Plakat Związku Obrony Kresów Zachodnich

Związek Obrony Kresów Zachodnich (ZOKZ) – polska organizacja patriotyczna założona w październiku 1921 roku przez działaczy Komitetu Obrony Górnego Śląska; w 1934 przekształcona w Polski Związek Zachodni.

## Cele i zadania
W dziedzinie politycznej współdziałano z władzami w zakresie zagadnień polsko-niemieckich, starano się o polityczne wyrobienie obywateli, broniono polskich praw narodowych, śledzono niemiecki ruch polityczny, walczono z przejawami separatyzmu na terenie Górnego Śląska i Pomorza.
Realizowano również zadania kulturalno-oświatowe i gospodarcze.
Zorganizowano m.in. 13.04. 1925 r. Dzień Obrony Granic Zachodnich, w 1926 r. Tydzień Obrony Kresów Zachodnich, w XI-XII 1930 r. Miesiąc Propagandy Pomorza.

## Związek Obrony Kresów Zachodnich (ZOKZ)

### Władze ZOKZ
Organami władzy ZOKZ były: Zjazd Delegatów, Rada Naczelna (25 czł.), Komisja Rewizyjna, Zarząd Główny (7 osób). Organem wykonawczym Zarządu Głównego była Dyrekcja.
W skład Rady Nadzorczej wchodzili m.in. dr Juliusz Trzciński – prezes, dr M. Głowacki, Wojciech Korfanty, dr K. Maj, dr Tadeusz Michejda, dr L. Myciejski, ks. Antoni Stychel, B. Szymkowiakówna, ks. I. Czechowski, dr B. Hager, dr H. Jarczyk, ks. Ludwik Kojzar, dr R. Konkiewicz.
Funkcję dyrektora Zarządu Głównego nieprzerwanie do 1934 r. pełnił Mieczysław Korzeniewski, który kierował bezpośrednio również Wydziałem Organizacyjno-Politycznym. Kierownikami innych wydziałów byli m.in. Stefan Hulanicki (gospodarczy), Adam Bederski (prasowy), dr Maksymilian Hasiński (kulturalno-oświatowy), Wincenty Zenkteler (kasowo-administracyjny).
W roku 1934 na prezesa Polskiego Związku Zachodniego został powołany Kazimierz Stamirowski (rozstrzelany przez Niemców w 1943 w obozie koncentracyjnym Auschwitz).
Jednym z innych prezesów organizacji był Alojzy Nikodem Fizia.

### Rozwój organizacyjny ZOKZ
- 1923 – 19 133 członków
- 1924 – 24 377
- 1925 – 17 644
- 1926 – 20 100
- 1927 – 21 666
- 1928 – 23 737
- 1929 – 27 798
- 1930 – 29 926
- 1931 – 32 883
- 1932 – 35 302
- 1933 – 37 903
- 1934 – 50 346

Na obszarze Polski zorganizowano początkowo cztery, a od 1930 r. pięć okręgów dzielonych na powiaty lub obwody.
Liczba członków w poszczególnych okręgach w październiku 1934 r.
- pomorski – 5513
- poznański – 8673
- śląski – 25 709
- środkowy – 7508
- małopolski – 2943 (utworzony w 1930 r.)

Do członków ZOKZ oprócz wymienionych należeli m.in. także: Aleksander Majkowski, Teofil Bromboszcz, Franciszek Fesser, Stanisław Jędrzejek, Tadeusz Katelbach, Maria Piskorska, Wincenty Spaltenstein.

### Wydawnictwa prasowe ZOKZ
Organem prasowym była „Strażnica Zachodnia”, nosząca od 1934 r. tytuł „Front Zachodni”. Rolę informatora dla zarządów pełnił dwutygodnik o identycznym jak kwartalnik tytule Strażnica Zachodnia.

### Wydział prasowy
Specyfika pracy wydziału prasowego polegała również na organizowaniu ciągłej informacji prasowej w zakresie zagadnień polsko-niemieckich. W tym celu stale i systematycznie gromadzono materiał prasowy oraz kompletowano wydawnictwa periodyczne i książkowe.
Realizowano to m.in. poprzez codzienny przegląd prasy polskiej (ok. 40 tytułów) i niemieckiej (ok. 20 tytułów) oraz gromadzenie najważniejszych materiałów we własnym archiwum wycinków prasowych. 12 dzienników i 7 periodyków niemieckich kompletowano w całości, abonowano w biurze wycinkowym Schustermanna w Berlinie wycinki z prasy niemieckiej w Rzeszy.Liczba wycinków wzrosła z 13 tys. w roku 1923 do ponad 90 tys. w roku 1937.
Już w 1922 r. stworzono miesięczny przegląd prasy polskiej i niemieckiej w nakładzie 200 egz., z czego 135 rozsyłano m.in. do władz, urzędów cywilnych i wojskowych.Od roku 1928 były to przeglądy codzienne, a następnie w kwietniu 1930 r. utworzono Biuletyn Prasowy ZOKZ od lipca wydawany co 2–3 dni.
W 1931 r. Biuletyn Prasowy ZOKZ wysyłany był do 39 redakcji pism w całym kraju, materiały mogły być wykorzystywane przez odbiorców bezpłatnie w dowolny sposób. W okresie marzec-czerwiec 1931 zamieszczono w prasie 1379 przedruków z ww. biuletynu.
Duża przydatność „Biuletynu Prasowego ZOKZ” skłoniła związek do utworzenia w 1932 r. Zachodniej Agencji Prasowej (ZAP) w Poznaniu.

### Działalność wydawnicza
Wydawano przede wszystkim publikacje z zakresu historii ziem zachodnich oraz stosunków polsko-niemieckich, również materiały pomocnicze służące do organizowania uroczystości oświatowych i narodowych. Demaskowano antypolską działalność poszczególnych organizacji niemieckich i wykazywano, że Niemcy od chwili podpisania traktatu wersalskiego przygotowują się do wojny.
Ogółem wydano 34 publikacje książkowe m.in. prof. dr Józefa Kostrzewskiego, Kazimierza Tymienieckiego, Wacława Sobieskiego, Stanisława Srokowskiego, Kazimierza Nitscha, Konrada Górskiego.

#### Audycje radiowe
Od maja 1927 r. ZOKZ miał do dyspozycji czas na antenie Polskiego Radia, najpierw w rozgłośni poznańskiej, a potem również w rozgłośniach warszawskiej, katowickiej, wileńskiej i krakowskiej. Nadawane były wiadomości polityczne z zakresu stosunków polsko-niemieckich, okolicznościowe odczyty i audycje propagandowe. W latach 1931–1934 na terenie Okręgu Śląskiego i Poznańskiego nadano ogółem ok. 200 audycji.

### Działalność naukowa
W ramach badań naukowych opracowywano zagadnienia historyczne, kulturalne i gospodarcze dotyczące ziem zachodnich. 24 kwietnia 1922 r. powołano Towarzystwo Miłośników Historii Ziem Zachodnich w Poznaniu. Z inicjatywy ZOKZ 31 sierpnia 1925 r. założony został Instytut Bałtycki w Toruniu. Zadaniem instytutu było prowadzenie prac badawczych dotyczących stosunków politycznych, gospodarczych i narodowościowych wybrzeża bałtyckiego pod kątem widzenia interesów polskich, duży nacisk położono na opracowanie gospodarczego znaczenia portu w Gdyni (jedyna możliwość wywozu polskiego węgla do innych krajów podczas wojny celnej z Niemcami). W 1934 r. powołano Instytut Śląski w Katowicach.

### Działalność kulturalno-oświatowa
Od początku istnienia ZOKZ podjął szeroką działalność kulturalno-oświatową popularyzującą wartości polskie oraz propagującą polskie interesy.
Organizowano objazdowe koncerty kameralne, uroczystości rocznicowe poświęcone m.in. bitwie pod Grunwaldem, Mikołajowi Kopernikowi (450-lecie urodzin), gen. Janowi Henrykowi Dąbrowskiemu, Józefowi Wybickiemu.
Prowadzono kursy dla teatrów ludowych, wycieczki i wykłady.

#### Kolonie letnie
Przy niedostatkach szkolnictwa polskiego w Niemczech aby przeciwstawić się germanizacji ZOKZ rozpoczął akcję niesienia pomocy dzieciom polskim poprzez organizowanie dla nich kolonii letnich. Po 1926 r. akcja objęła również dzieci górnośląskie. Kolonie organizował odpowiedni komitet, honorowy patronat nad tym komitetem w latach 1927–1932 sprawowała żona Prezydenta RP Michalina Mościcka.
W latach 1923–1934 ZOKZ zorganizował kolonie dla ponad 87 tys. dzieci w tym dla ok. 34 tys. z Niemiec i ok. 50 tys. z Górnego Śląska.

### Zagadnienia gospodarcze
W związku z rolą mniejszości niemieckiej w gospodarce II RP (własność w wielkim przemyśle i handlu) ZOKZ zwracał również uwagę na problematykę ekonomiczną.
Początkowo podjęto tematy likwidacji mienia niemieckiego (m.in. kolonistów pruskich) oraz konwencji polityczno-gospodarczej z Niemcami (po wygaśnięciu art.264-267 traktatu wersalskiego Polska utraciła jednostronną klauzulę najwyższego uprzywilejowania). Po wygaśnięciu ww. zapisu zapoczątkowana została w 1925 r. polsko-niemiecka wojna celna zakończona układem handlowym w 1930 r. Układ ten nie został jednak ratyfikowany wskutek sprzeciwu junkrów pruskich.
W dziedzinie rolnictwa ZOKZ zajął się tematyką własności ziemi, jej wykupowania przez Niemców, kredytowania tego wykupu przez banki niemieckie.
Odnośnie do handlu w okresie trwania polsko-niemieckiej wojny celnej ZOKZ propagował zakup towarów pochodzenia krajowego, wzywał do bojkotu towarów niemieckich napływających przez Gdańsk i Górny Śląsk (ponownie hasło „Swój do swego po swoje”). Plakatowano dworce, urzędy i szkoły afiszami z danymi statystycznymi o napływie niemieckich towarów.
W lipcu 1924 r. komisja rządowa powołana w wyniku zabiegów ZOKZ wykryła poważne nadużycia finansowe w przemyśle górnośląskim na szkodę skarbu państwa (przelewanie dochodów na konto zakładów Ernemann-Bergwerke, fałszowanie bilansów m.in. Hohenlohego).
ZOKZ postulował budowę linii kolejowej Bydgoszcz-Gdynia dla ułatwienia eksportu polskiego węgla przez port morski oraz popierał rozbudowę portu i miasta Gdynia.

### Opieka nad Polakami w Niemczech i Wolnym Mieście Gdańsk
Poza działalnością wewnątrzkrajową jednym z zadań ZOKZ było udzielanie poparcia politycznego i pomocy Polakom w Niemczech. W tym celu ZOKZ nawiązał ścisłą współpracę ze Związkiem Polaków w Niemczech, finansował Dziennik Berliński.
Otoczono opieką polskie szkolnictwo w Niemczech, organizowano kolonie letnie dla dzieci, wycieczki krajoznawcze po Polsce, pielgrzymki do miejsc kultu religijnego (głównie na Jasną Górę).

### Opieka kulturalna nad Polonią
Współinicjator utworzenia w 1929 r. Światowego Związku Polaków z Zagranicy, który w 1937 r. liczył 45 tys. członków.

### Współpraca zagraniczna
ZOKZ organizował spotkania międzynarodowe z przedstawicielami podobnych organizacji z krajów objętych niemieckim ruchem mniejszościowym (głównie z Czechosłowacji, Danii, Francji), powołano Międzynarodowy Instytut do Badań Stosunków Narodowościowych.

## Przekształcenie ZOKZ w Polski Związek Zachodni
W sytuacji postępującego zbliżenia polsko-niemieckiego ZOKZ stał się dla ówczesnych polskich czynników rządowych organizacją uciążliwą. W listopadzie 1933 r. na naradzie przedstawicieli MSZ i MSW podjęto decyzję o reorganizacji i przekształceniu ZOKZ od 1934 r. w Polski Związek Zachodni (PZZ).